# Antigua y Barbuda en los Juegos Panamericanos
Antigua y Barbuda ha competido en todas las ediciones de los Juegos Panamericanos' desde la octava edición del evento multideportivo en 1979. Sin embargo, Antigua y Barbuda participó en los Juegos Panamericanos de 1959 como parte de las Indias Occidentales Británicas y el futuro Primer Ministro Lester Bird ganó una medalla de bronce en salto de longitud. La velocista Heather Samuel ganó la primera medalla panamericana de Antigua y Barbuda en 1995, un bronce en los 100 metros femeninos. El velocista Brendan Christian ganó la primera medalla de oro de Antigua y Barbuda en los Juegos Panamericanos de 2007. Hasta la fecha, cuatro de las cinco medallas de Antigua y Barbuda se han ganado en el deporte de atletismo y la restante en boxeo. Antigua y Barbuda no compitió en los primeros y únicos Juegos Panamericanos de Invierno en 1990.

## Medallero
Para ordenar las tablas por ciudad anfitriona, total de medallas o cualquier otra columna, haga clic en el icono  situado junto al título de la columna.

### Verano
| Año   | Ref.   | Edición | Sede             | Puesto       | Oro          | Plata        | Bronce       | Total        |
| ----- | ------ | ------- | ---------------- | ------------ | ------------ | ------------ | ------------ | ------------ |
| 1951  | [ 2 ]  | I       | Buenos Aires     | No participó | No participó | No participó | No participó | No participó |
| 1955  | [ 3 ]  | II      | Ciudad de México | No participó | No participó | No participó | No participó | No participó |
| 1959  | [ 4 ]  | III     | Chicago          | No participó | No participó | No participó | No participó | No participó |
| 1963  | [ 5 ]  | IV      | São Paulo        | No participó | No participó | No participó | No participó | No participó |
| 1967  | [ 6 ]  | V       | Winnipeg         | No participó | No participó | No participó | No participó | No participó |
| 1971  | [ 7 ]  | VI      | Cali             | No participó | No participó | No participó | No participó | No participó |
| 1975  | [ 8 ]  | VII     | Ciudad de México | No participó | No participó | No participó | No participó | No participó |
| 1979  | [ 9 ]  | VIII    | San Juan         | —            | 0            | 0            | 0            | 0            |
| 1983  | [ 10 ] | IX      | Caracas          | —            | 0            | 0            | 0            | 0            |
| 1987  | [ 11 ] | X       | Indianapolis     | —            | 0            | 0            | 0            | 0            |
| 1991  | [ 12 ] | XI      | Havana           | —            | 0            | 0            | 0            | 0            |
| 1995  | [ 13 ] | XII     | Mar del Plata    | 29°          | 0            | 0            | 1            | 1            |
| 1999  | [ 14 ] | XIII    | Winnipeg         | —            | 0            | 0            | 0            | 0            |
| 2003  | [ 15 ] | XIV     | Santo Domingo    | —            | 0            | 0            | 0            | 0            |
| 2007  | [ 16 ] | XV      | Rio de Janeiro   | 18°          | 1            | 0            | 2            | 3            |
| 2011  | [ 17 ] | XVI     | Guadalajara      | —            | 0            | 0            | 0            | 0            |
| 2015  |        | XVII    | Toronto          | 25°          | 0            | 1            | 0            | 1            |
| 2019  |        | XVIII   | Lima             | 26°          | 0            | 1            | 2            | 3            |
| Total | Total  | Total   | Total            | 28°          | 1            | 1            | 3            | 5            |

### Invierno
| Año   | Ref.   | Edición | Sede      | Puesto       | Oro          | Plata        | Bronce       | Total        |
| ----- | ------ | ------- | --------- | ------------ | ------------ | ------------ | ------------ | ------------ |
| 1990  | [ 18 ] | I       | Las Leñas | No participó | No participó | No participó | No participó | No participó |
| Total | Total  | Total   | Total     | —            | 0            | 0            | 0            | 0            |